# Mohammed Abdellaoue
Mohammed Abdellaoue (født 23. oktober 1985 i Oslo) er en tidligere professionel fodboldspiller fra Norge.
Han er storebror til Mustafa "Mos" Abdellaoue.

## Karriere
Som ungdomsspiller repræsenterede han Hasle-Løren og Skeid Fotball. Abdellaoue fik 9. juni 2003 sin debut for førsteholdet i Skeid. I perioden 2003 til 2007 spillede han 87 ligakampe og scorede 40 mål for Skeid Fotball.
Den 15. oktober 2007 skiftede Mohammed Abdellaoue til Vålerenga Fotball på en 3-årig aftale. I den første sæson blev han klubben topscorer med 9 mål i 23 kampe. Det blev til i alt 30 mål for Vålerenga i 67 ligakampe fra 2008 til 2010. 
I august 2010 blev Abdellaoue købt af den tyske bundesligaklub Hannover 96. Her spillede han i tre sæsoner, og i alt registreret for 80 kampe i Bundesligaen, hvor han scorede 29 mål. 
Abdellaoue underskrev 11. juni 2013 en 4-årig kontrakt med VfB Stuttgart.